# Fábio Duarte
Fábio Miguel Silva Duarte (sinh ngày 11 tháng 5 năm 1998) là một cầu thủ bóng đá người Bồ Đào Nha thi đấu cho S.L. Benfica B ở vị trí thủ môn.

## Sự nghiệp câu lạc bộ
Ngày 18 tháng 2 năm 2018, Duarte có màn ra mắt cho Benfica B trong trận đấu tại LigaPro 2017–18 trước Real.